# 夜明けのマルジュ
『夜明けのマルジュ』（原題：La marge）は、1976年に公開されたフランス映画。

## キャスト
- シルビア・クリステル
- ジョー・ダレッサンドロ
- ミレーユ・オーディベール
- アンドレ・ファルコン
- ルイーズ・シュヴァリエ